# Alejandro Carrasco
Alejandro Ulises Carrasco Orellana (Santiago, Chile, 23 de marzo de 1978) es un exfutbolista chileno que jugaba de delantero o mediocampista. 

## Trayectoria
Comenzó su carrera en Audax Italiano, donde realizó muy buenas actuaciones que le permitieron fichar posteriormente por el Skoda Xanthi de Grecia y Colo-Colo. 
Después de un breve paso por Deportes Melipilla, fichó por Santiago Wanderers y después fichó nuevamente por Melipilla, para pasar luego a Palestino. Luego de sus años en Palestino fue fichado por San Luis de Quillota, en el cual se proclamó campeón de la Primera B, logrando el ascenso a Primera División. Posteriormente fue traspasado a Everton de Viña del Mar, club donde también salió campeón logrando el ascenso. Actualmente trabaja en pequeñas escuelas de fútbol en comunas populares impulsando el deporte y la vida sana en niños, en su mayoría, con vulnerabilidad.[cita requerida]

## Selección nacional
En marzo de 2002 fue convocado para jugar con la selección de fútbol de Chile para enfrentarse a la selección de fútbol de Turquía, en la ciudad holandesa de Kerkrade, pero un esguince de tobillo no le permitió viajar a Europa. Un año después, en abril de 2003 es llamado de nuevo para el partido amistoso ante la selección de fútbol de Costa Rica en Santiago, formando parte del banco sde suplentes, sin debutar oficialmente.

## Clubes
| Club               | País   | Año       |
| ------------------ | ------ | --------- |
| Audax Italiano     | Chile  | 1995-2003 |
| Skoda Xanthi       | Grecia | 2003      |
| Audax Italiano     | Chile  | 2004      |
| Colo-Colo          | Chile  | 2005      |
| Deportes Melipilla | Chile  | 2005      |
| Santiago Wanderers | Chile  | 2006      |
| Deportes Melipilla | Chile  | 2007-2008 |
| Palestino          | Chile  | 2008-2014 |
| San Luis           | Chile  | 2014-2015 |
| Everton            | Chile  | 2015-2016 |

## Palmarés

### Distinciones individuales
| Distinción                       | Año  |
| -------------------------------- | ---- |
| Goleador de Copa Chile (5 goles) | 1998 |